# Santschiella kohli
Santschiella kohli är en myrart som beskrevs av Auguste-Henri Forel 1916. Santschiella kohli ingår i släktet Santschiella och familjen myror. Inga underarter finns listade i Catalogue of Life.

## Bildgalleri

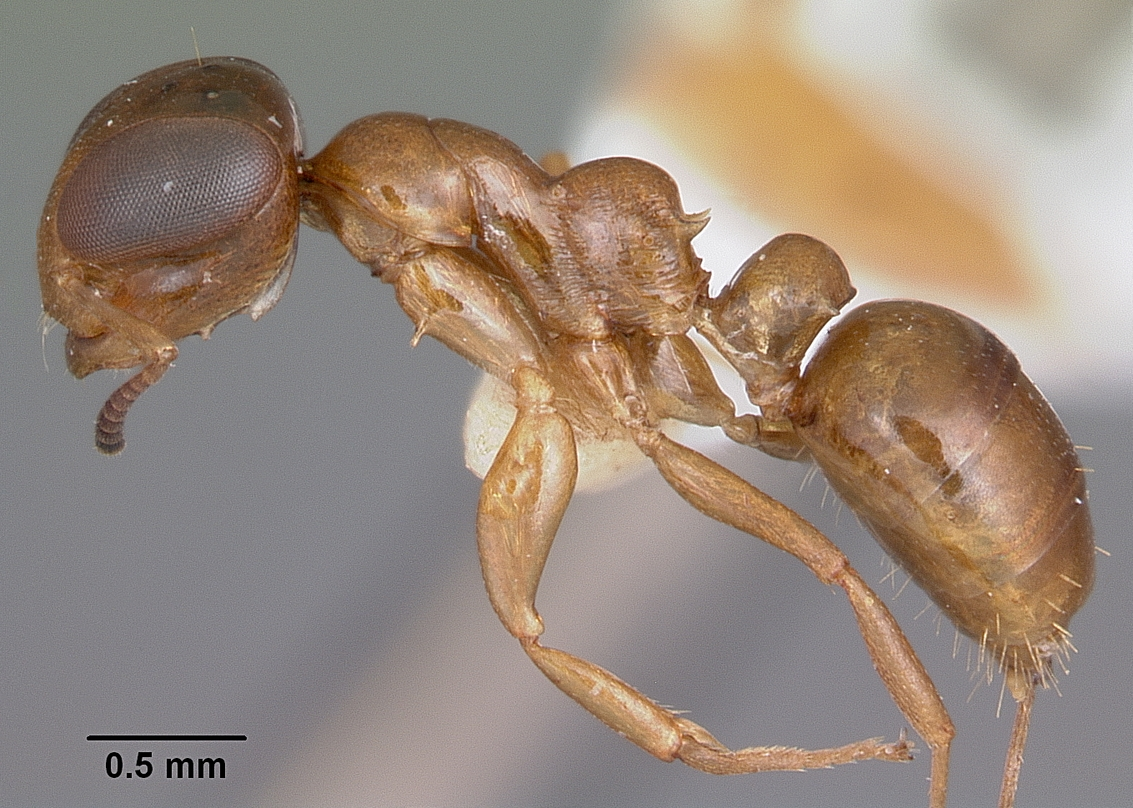
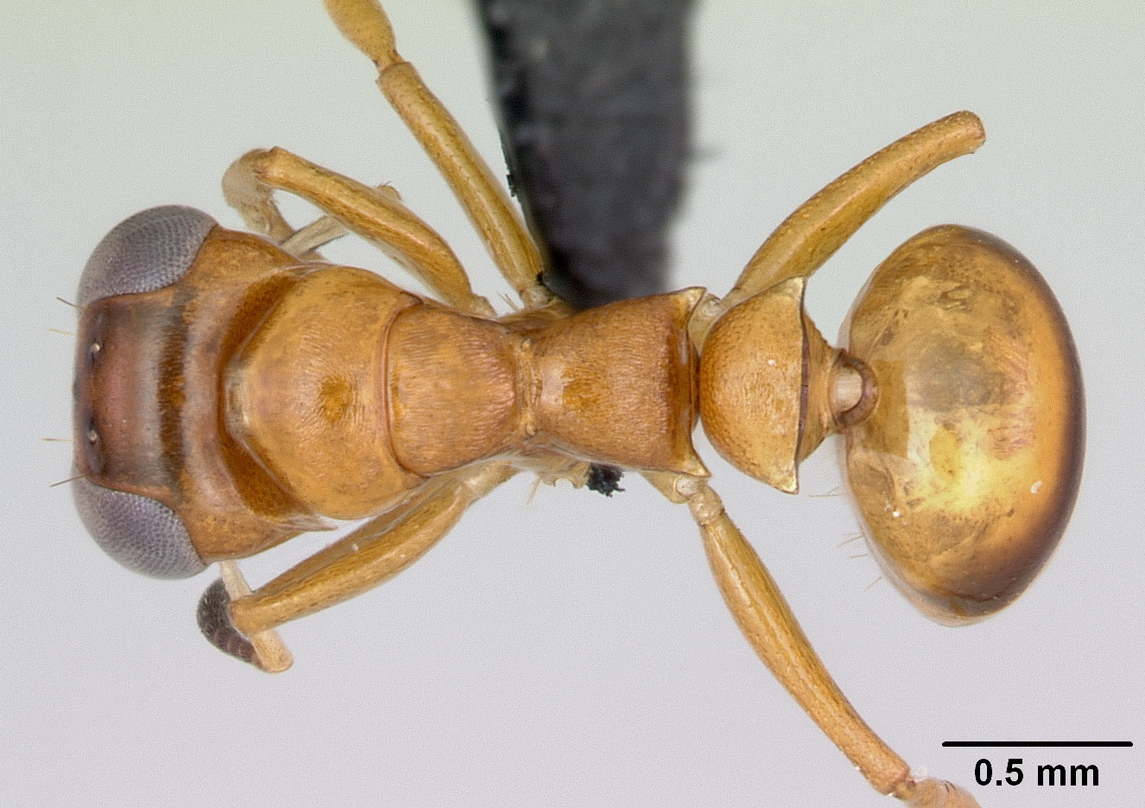
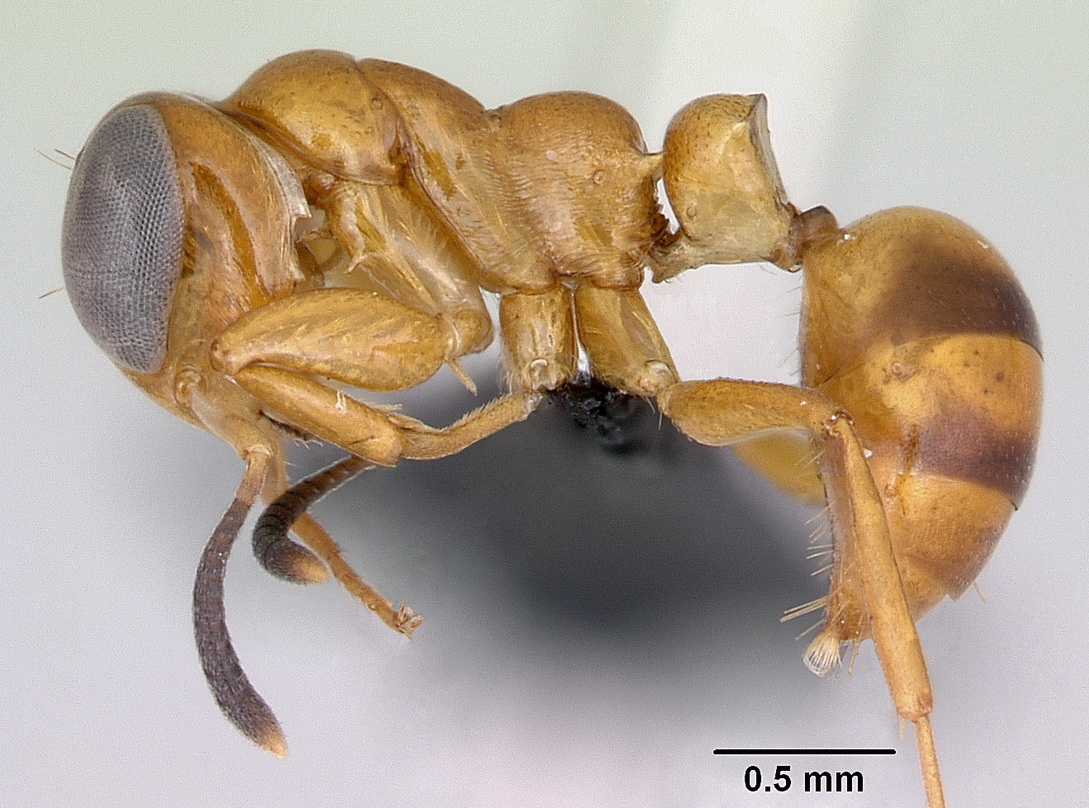